# 唐仕謙
唐仕謙（Ian Thoms） ，香港九廣鐵路公司前西鐵總監 。
2002年5月17日因西門子事件西鐵工程合約的進度安永會計師事務所的報告之后致歉。